# Верхне-Матрёнская волость
Верхне-Матрёнская  во́лость — административно-территориальная единица Усманского уезда Тамбовской губернии с центром в селе Верхняя Матрёнка.

## География
Волость расположена в центральной части Усманского уезда. Волостной центр находился в 30 верстах от г. Усмани.

## История
Волость возникла по закону от 7 августа 1797 г. «О разделении казенных селений на волости и о порядке внутреннего их управления». Вводилось волостное правление. Структуру которого составляли: волостной голова, староста (выборный) и один писарь. Кроме того, в каждом селении волости избирался сельский старшина и при каждых десяти дворах десятский.
В ходе реформы Киселёва в волости вводились: исполнительный орган — волостное правление, распорядительный — волостной сход и судебно-апелляционная инстанция — волостная расправа. Были созданы волостные правления для государственных крестьян, подчинявшиеся местным палатам государственных имуществ. Волость вошла в состав Усманского округа.
Волостное управление на основании Общего положения о крестьянах 1861 года составляли:
1. Волостной сход;
2. Волостной старшина с волостным правлением;
3. Волостной крестьянский суд.

Волостные правления были ликвидированы постановлением Совнаркома РСФСР от 30 декабря 1917 года «Об органах местного самоуправления». Управление волости передавалось волостным съездам советов и волисполкомам.
Постановлением ВЦИК РСФСР от 4 января 1923 г. передана в состав Воронежской губернии.

## Населённые пункты
По состоянию на 1914 год состояла из следующих населенных пунктов:
с. Белоносовка,
с. Верхняя Матрёнка,
с. Верхняя Плавица,
с. Верхняя Луговатка,
с. Верхняя Мосоловка,
д. Малая Мосоловка,
д. Данковка,
д. Малая Матрёнка,
с. Приозёрное,
с. Нижняя Мосоловка,
д. Нижняя Луговатка,
с. Плоская Вершина,
д. Ландышёвка,
д. Сериково,
д. Малый Самовец,
с-цо Грачёвка,
д. Архангельское,
д. Поповские Дворики.

## Население
1890—13626 человек.

## Приходы
- Приход церкви  Рождества Христова в с. Верхняя Матрёнка. Открыт в 1760 году.  Престолов два:  главный — в честь Рождества Христова и придельный — во имя великомученика Димитрия Солунского. Церковь деревянная, холодная, построена  в 1875 году на средства прихожан.  Местночтимые иконы:   Корсунской Божией Матери,   Иверской Божией Матери, Вратарница  (со святой горы Афон), Взыскание погибших  (со святой горы Афон), Живоносный Источник, Всех скорбящих радости[9].
- Приход церкви  Архистратига Михаила в с. Верхняя Плавица. Открыт в 1778 году.  Церковь каменная построена на средства прихожан в 1856 году. Престолов два: главный —  в честь святителя Архистратига Михаила, трапапезный  —  во имя Богоявления Господня.  В приходе деревня Архангельское. Экономия купца Лисянского[10].
- Приход церкви Св. Дмитрия Солунского в с. Приозёрное.  Открыт в 1795 году. Церковь деревянная, холодная, построена в 1885 году на средства прихожан. В приходе д. Ландышёвка[11].
- Приход церкви великомученика Дмитрия Солунского в с. Верхняя Луговатка. Открыт в 1855 году. Церковь каменная, теплая, построена в 1907 году.   Местночтимая икона Божий Матери "Скоропослушница"[12].
- Приход церкви Св. Дмитрия Солунского в с. Плоская Вершина. Открыт в 1864 году. Церковь деревянная построена на средства прихожан в 1865 году.  В приходе деревня Поповские Дворики[13].
- Приход церкви Архистратига Михаила в с. Белоносовка.  Открыт в 1871 году.  Церковь деревянная построена на средства прихожан в 1871 году.  В приходе три деревни Данковка, 1-я Матвеевка, 2-я Матвеевка[14].
- Приход церкви Космы и Дамиана в с. Верхняя Мосоловка. Церковь каменная, теплая, построена на средства прихожан в 1904 году. Приход открыт  в  1816 году. Три мелких хутора: 1) крестьянина Михаила Демидова, 2) крестьянки Екатерины Демидовой и 3) дворянина Николая Облова[9].